# Мечеть Шемсі-паші
Мечеть Шемсі Ахмед-паші (тур. Şemsi Ahmed Paşa Camii), Кушконмаз (тур. Kuşkonmaz — птах не сяде) — мечеть у Стамбулі, в районі Ускюдар. Носить ім'я правителя Анатолії та Румелії Шемсі Ахмеда-паші, що служив при дворі султана Сулеймана I.

## Історія
Збудована у 1580 коштом правителя Анатолії та Румелії Шемсі Ахмеда-паші. Автором проекту є архітектор Мімар Сінан. Комплекс мечеті став однією з невеликих та останніх робіт великого архітектора. Існує легенда, згідно з якою на знак поваги до творчості великого архітектора жодна птиця не сяде на купол чи мінарет, і не забруднює мечеть.

## Архітектура
До мечеті примикає мавзолей Шемсі Ахмеда-паші. До комплексу також входить медресе, цвинтар та внутрішній двір. До південно-західного кута зали для молитов прибудований мінарет. Верхня частина вікон мечеті прикрашена мозаїкою і виконана у вигляді арок.